# West Chiltington Common
West Chiltington Common – wieś w Anglii, w hrabstwie West Sussex, w dystrykcie Horsham. Leży 26 km na północny wschód od miasta Chichester i 67 km na południe od Londynu. W 2001 miejscowość liczyła 3036 mieszkańców.